# Stage & Musical School Frankfurt

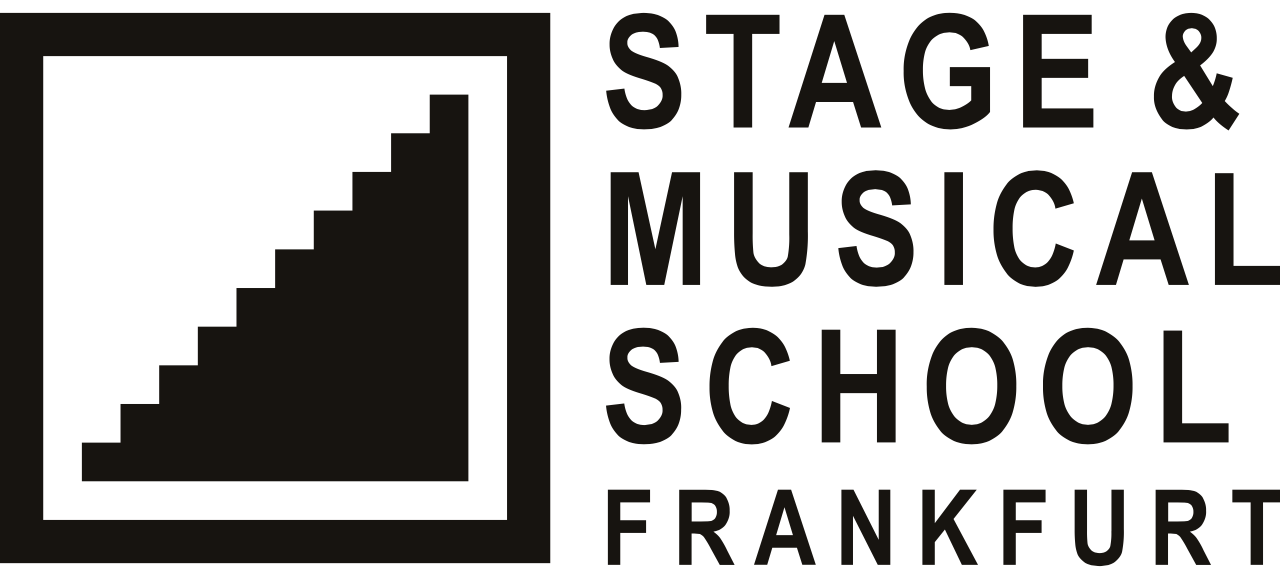
Logo der Stage & Musical School Frankfurt

Die Stage & Musical School Frankfurt war eine staatlich anerkannte Musical- und Schauspielschule in Frankfurt am Main.

## Geschichte
Die Schule wurde 1976 von Ellen Gurinov gegründet. Nachdem zuerst nur Musical und Tanz angeboten wurden, kam 1989 das Schauspiel als weiterer Schwerpunkt dazu. Im Jahr 2001 wurde die Ausbildung zum Musicaldarsteller genauso wie die Ausbildung zum Schauspieler an der Schule staatlich anerkannt. Die Stage & Musical School Frankfurt hat seitdem viele Bühnenkünstler hervorgebracht; unter anderem Helene Fischer, die 2003 hier ihren Abschluss zur staatlich anerkannten Musicaldarstellerin absolvierte. Im Laufe der Jahre ist die Stage & Musical School Frankfurt gewachsen und hatte ihren Sitz an der Hanauer Landstraße. Ab dem 1. Januar 2016 war Corina Gerota Inhaberin und hatte die künstlerische Leitung übernommen.
Zum Ende des Schuljahrs 2017/18 hat die Schule ihren Betrieb eingestellt.

## Bekannte Lehrer (Auswahl)
Markus Goerisch